# 黄庄街道 (天津市)
黄庄街道，是中华人民共和国天津市武清区下辖的一个乡镇级行政单位。
2020年7月，全国爱卫会命名黄庄街道为2017-2019周期国家卫生乡镇。

## 行政区划
黄庄街道下辖以下地区：
黄庄村、老米店村、马家口村、六合庄村、南三里屯村、城上村、北寺村、南寺村、小营村和东州村。